# Xosha Roquemore
Xosha Kai Roquemore (Los Angeles, 11 dicembre 1984) è un'attrice statunitense.

## Biografia
Xosha Roquemore è nata nel 1984 a Los Angeles e prende il nome dal popolo Xhosa del Sudafrica. Ha iniziato a recitare quando è entrata a far parte di The Amazing Grace Conservatory, in terza media. Dopo essersi diplomata al liceo, si è trasferita a New York e si è laureata al programma Tisch presso la New York University.

## Carriera
Ha recitato nel suo primo film importante come Jo Ann in Precious. Nel 2013 è stata scelta per un ruolo ricorrente in Kirstie, basato sul suo lavoro nel pilot della serie. Il suo ruolo, tuttavia, è stato ridimensionato dopo che è diventata personaggio ricorrente in The Mindy Project dopo essere stata guest star per tre episodi. Nel 2021 recita al fianco di LeBron James in Space Jam: New Legends, sequel di Space Jam. Il 20 gennaio 2023 si è unita al cast di Captain America: New World Order in un ruolo chiave.

## Vita privata
Da agosto 2015 al 2017 ha avuto una relazione con l'attore Lakeith Stanfield, col quale ha avuto un figlio.

## Filmografia

### Attrice

#### Cinema
- Precious, regia di Lee Daniels (2009)
- Rivers Wash Over Me, regia di John G. Young (2009)
- Identical, regia di Daniel Bollag e Seo Mutarevic (2011)
- Price Check, regia di Michael Walker (2012)
- Let Clay Be Clay, regia di Darryl McCane (2013)
- G.B.F., regia di Darren Stein (2013)
- The Butler - Un maggiordomo alla Casa Bianca (The Butler), regia di Lee Daniels (2013)
- 9 Rides, regia di Matthew A. Cherry (2016)
- All Nighter, regia di Seth W. Owen (2017)
- The Disaster Artist, regia di James Franco (2017)
- Mississippi Requiem, regia di Arkesh Ajay, Kelly Pike e Jerell Rosales (2018)
- Brian Banks - La partita della vita (Brian Banks), regia di Tom Shadyac (2018)
- Space Jam: New Legends (Space Jam: A New Legacy), regia di Malcolm D. Lee (2021)
- Family Switch, regia di McG (2023)
- Captain America: Brave New World, regia di Julius Onah (2025)

#### Televisione
- Viralcom – serie TV, episodio 1x04 (2008)
- Nurse Jackie - Terapia d'urto – serie TV, episodio 2x01 (2010)
- 10 cose che odio di te – serie TV, episodio 1x12 (2010)
- Law & Order: Criminal Intent – serie TV, episodio 9x15 (2010)
- My Boys – serie TV, episodio 4x05 (2010)
- Playing With Guns – film TV, regia di Brian Robbins (2010)
- Rescue Me – serie TV, 2 episodi (2011)
- Southland – serie TV, episodio 4x03 (2012)
- Kirstie – serie TV, episodio 1x01 (2013)
- Dumb Girls – film TV, regia di David Katzenberg (2013)
- The Mindy Project – serie TV, 82 episodi (2013-2017)
- Pappa e ciccia – serie TV, episodio 10x07 (2018)
- I'm Dying Up Here - Chi è di scena? – serie TV, 8 episodi (2018)
- Sherman's Showcase – serie TV (2019)
- First Wives Club – serie TV, 3 episodi (2019)
- Black Monday – serie TV, 6 episodi (2019-2020)
- Cherish the Day – serie TV, 8 episodi (2020)
- Colin in bianco e nero – miniserie TV, episodio 1x01 (2021)
- Let's Get Merried – film TV, regia di Veronica Rodriguez (2021)
- Atlanta – serie TV, episodio 3x10 (2022)

### Doppiatrice
- Big Mouth – Serie TV, episodio 4x05 (2020)

## Doppiatrici italiane
Nelle versioni in italiano dei suoi film, Xosha Roquemore è stata doppiata da:
- Letizia Scifoni in Precious
- Ludovica Bebi in Brian Banks - La partita della vita
- Beatrice Caggiula in The Mindy Project
- Marta Filippi in Captain America: Brave New World